# Richard David Precht

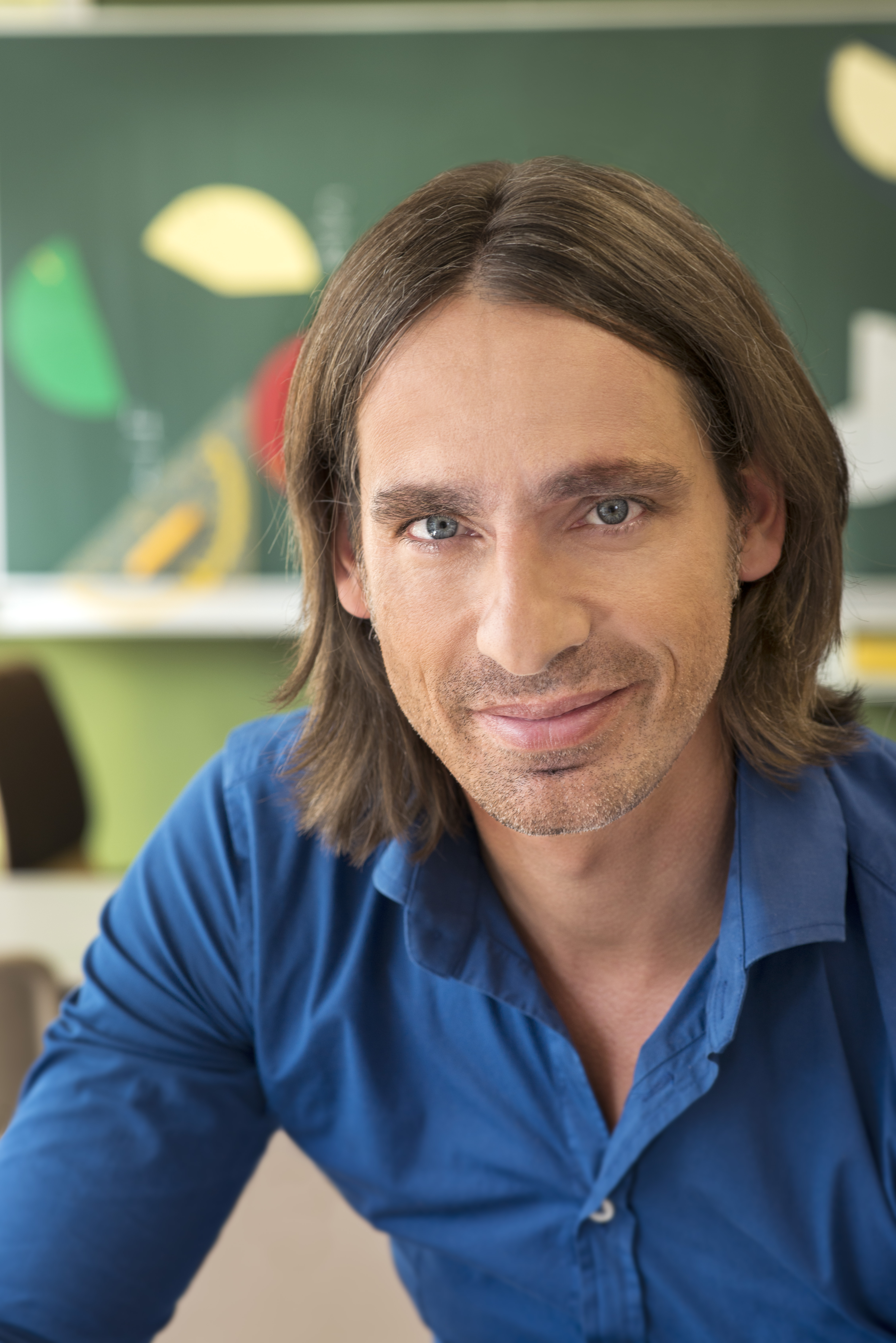
Richard David Precht (2012)

Richard David Precht (n. 8 decembrie 1964, Solingen) este un filozof german și publicist, cunoscut mai ales prin  cărțile de popularizarea a științei și emisiuni de televiziune pe teme filozofice.

## Opere

### Romane
- Noahs Erbe. Vom Recht der Tiere und den Grenzen des Menschen, Rowohlt, 2000, ISBN 3-499-60872-3
- Die Kosmonauten, roman, Kiepenheuer & Witsch, 2003, ISBN 978-3-462-03216-1
- Baader braun, 2004, In: Iris Radisch (Hrsg.): Die Besten 2004. Klagenfurter Texte. Die 28. Tage der deutschsprachigen Literatur in Klagenfurt. Piper, München/Zürich, ISBN 3-492-04648-7. (Beitrag zum Ingeborg-Bachmann-Wettbewerb 2004, online Arhivat în 27 martie 2014, la Wayback Machine.).
- Wer bin ich – und wenn ja, wie viele?, Eine philosophische Reise, Goldmann, 2007, ISBN=978-3-442-31143-9
- Die Instrumente des Herrn Jørgensen, roman, Goldmann, 2009, ISBN 978-3-442-47115-
- Liebe: Ein unordentliches Gefühl, Goldmann, 2010, ISBN 978-3-442-15554-5
- Die Kunst, kein Egoist zu sein. Warum wir gerne gut sein wollen und was uns davon abhält, Goldmann, 2010, ISBN 978-3-442-31218-4
- Lenin kam nur bis Lüdenscheid. Meine kleine deutsche Revolution, Ullstein, 2011, ISBN 978-3-548-37323-2
- Warum gibt es alles und nicht Nichts?, Goldmann, 2011, ISBN  978-3-442-31238-2
- Anna, die Schule und der liebe Gott, Goldmann, 2013, ISBN  978-3-442-31261-0
- Erkenne die Welt, Geschichte der Philosophie 1, Goldmann, 2015, ISBN 978-3-442-31262-7

### Eseuri și articole (selecție)
- Die Invasion der Bilder. Niemand stellt Fragen, das Digitalfernsehen antwortet. (Die Zeit, 8 august 1997)
- Grüne Sorgen, schwarze Visionen. Ökologie in der angstfreien Gesellschaft.(FAZ, 20 martie 1999)
- Nach den Spielregeln der Biologie. Ernst Haeckel und seine heutigen Nachfahren. (FAZ, 15 ianuarie 2000)
- Hoch die Löffel, Brüder Hasen. Der dritte Anlauf: Am Freitag soll Tierschutz als Staatsziel ins Grundgesetz. (Frankfurter Rundschau, 16 mai 2002)
- Einstürzende Sandburgen. Warum der Schöpfer der «Sphärologie» ein begnadeter Sprachkünstler und Kritiker, aber kein großer Philosoph ist.  (Literaturen iulie/august 2004
- Feigheit vor dem Volk. Wider den verlogenen Menschenrechts-Bellizismus.(Der Spiegel 2009)
- Zwei Männer und der Mond. Zu einem seltsamen Hickhack hat sich der Streit zwischen Peter Sloterdijk und der Frankfurter Schule entwickelt.(Der Spiegel 2009)
- … und keiner wacht auf. Leben wir noch in einer Demokratie, oder überlassen wir die Politik lieber einer kleinen Führungselite? (Die Zeit 24/2010, 10 iunie 2010)
- Soziale Kriege. Vom Unbehagen der bürgerlichen Mittelschicht.(Der Spiegel 2010)
- Immer Mehr ist immer Weniger. Wer bestimmt eigentlich über den Fortschritt? (Der Spiegel, 31 ianuarie 2011 )

## Cărți traduse în limba română
- 2012 Cine sunt eu? O calatorie prin mintea ta, Editura Litera, ISBN 978-6066-006156
- 2014 Dragostea - Gene egoiste, chimie sau romantism?, Editura Litera, ISBN 978-6066-865043

## Film
- Lenin kam nur bis Lüdenscheid. Film documentar și artistic, Germania, 2008, 88 Min., scenariu: Richard David Precht, regia: André Schäfer, producție: Florianfilm cu WDR, SWR, Kino-Premiere: 1 iunie 2008, Solingen,[1] Film-Besprechung:[2] Film documentar nominalizat pentru Deutscher Filmpreis 2009.